# マリオ・イリエン
マリオ・イリエン（Mario Illien、1949年8月2日 - ）は、レーシングカー用エンジンの開発者であり、その製造を手掛ける専門企業のイルモア・エンジニアリングの共同創業者として知られる。

## 来歴
スイス東部のグラウビュンデン州クール出身。
スイスでは1955年からモータースポーツ開催が禁止されていたが、イリエンが10代の頃（1960年代）に当時現役のF1ドライバーだったヨアキム・ボニエがスイスに居住していたことから、モータースポーツに関心を持つようになっていった。
そのため、その後の学業の科目や初期のキャリアにおいてもいずれモータースポーツにつながるように考えて選択していたという。

### 初期の経歴
イリエンは製図技師としての職業訓練を受け、1971年に憧れであったボニエの下で働く機会を得て、モータースポーツにおける最初の仕事を始めた。しかし、1972年のル・マン24時間レースでボニエは事故死してしまう。
ボニエの死後、イリエンは同じくル・マンに参戦していたフレッド・スタルダーのレーシングチームでしばらく働いた。この際、スタルダーがシムカ・クライスラーの2リッター・直列4気筒エンジンをチューニングして開発したF2用の「ROCエンジン」で最初のエンジン設計を行った。ほどなく、より専門的な知識を学ぶため、1973年にビール工科大学に入学し、1976年に機械工学の学位を取得し卒業した。
卒業後はスイスの軍用装甲車両メーカーであるモワクで働き、ディーゼルエンジンの設計を仕事とした。

### コスワース (1979年 - 1983年)
イリエンはモワクで働いている間もモータースポーツへの情熱を持ち続け、1979年、30歳の時にコスワースに入社し、イギリスに移り住んだ。
コスワースはレース用エンジンやハイパフォーマンスな市販車用エンジンの専業メーカーであり、設計部門に配属されたイリエンはF1用のDFYエンジンや、フォード・シエラRSコスワース用の2リッター・直列4気筒エンジンの設計に携わった。
コスワースには5年に渡って在籍したが、イリエンは各プロジェクトの開発を少人数で行うというコスワースのポリシーに不満を募らせ、独立を決意する。

### イルモア (1984年 - 2005年)
イリエンはコスワース在籍時に同社のポール・モーガンと出会い、どちらもコスワースの開発ポリシーに不満を持っていたことや、今後はアメリカ市場に大きな可能性があるという点で意気投合し、ロジャー・ペンスキーの援助も得て、1984年初頭にモーガンとともにレーシングエンジンの専門メーカーである「イルモア・エンジニアリング」を設立した。同社の社名（Ilmor）はイリエン（Illien）とモーガン（Morgan）の名を繋げて命名されたものである。
ペンスキーは以前からモーガンの知り合いで、イルモアを設立するという話を聞いた時からこの活動に大きな関心を示していた。さらに、イルモアはペンスキーを介してゼネラル・モーターズ（GM）から資金援助を引き出し、イルモアの株式はイリエン、モーガン、ロジャー・ペンスキー、GMの四者で25%ずつ保有されることになる。
イルモアでは組織を監督し運営する役割はモーガンが担い、イリエンはエンジンの技術面の責任を負うという分担が行われた。当初はモーガンの自宅の作業場でエンジンを作っていたが、資金が集まったことでイギリスのブリックスワースに自社ファクトリーを建設し、後述する265Aエンジンはそこで開発され、1985年5月に最初の試作機が完成した。

#### インディカー
イリエンとモーガンはコスワース時代に引き続き、イルモアでもインディカーワールドシリーズ（CART）用のエンジンを開発したが、当初の試作エンジンはコスワースで最後に携わっていたDFXをベースにしたものだった。DFXエンジンは1970年代後半に開発されたものであり、そのベースであるDFVエンジンはさらにその10年前に開発されたもので、1980年代初めの時点でも未だ通用していた名機とはいえ基本設計がすでに古く、イリエンはより競争力のあるエンジンの開発を構想するようになる。
イルモアのエンジンにはGMのブランドである「シボレー」の名称が使用されることになり、イリエンが設計したイルモア製シボレーエンジン「265A」は、1985年5月に最初のベンチテストが行われた。1986年からインディカーへの供給を開始し、1987年のロングビーチでマリオ・アンドレッティがイルモアにとっての最初の優勝をもたらした。この勝利以降は注文が殺到するようになり、成績上昇とともに採用チームが増加し、265Aエンジンを搭載した車両は1988年から1993年にかけてインディ500で6連勝を達成した（1994年のレースも500Iエンジンで優勝しているのでイルモアとしては7連勝）。

#### F1進出
インディカーにおける成功を足掛かりとして、1988年半ばにイリエンとモーガンは他のカテゴリーにも進出することにした。1989年にF1への進出を決定し、3.5リッターV型10気筒の自然吸気エンジンの開発を開始した。当初の開発資金はロジャー・ペンスキーが提供したが、旧知のエイドリアン・ニューウェイからイリエンに依頼があったことからレイトンハウスとの関係が始まり、レイトントンハウスがその後の開発資金を出資した。「イルモア・LH-10」と名付けたこのエンジンを、1991年にはレイトンハウスに独占供給した。しかし、同年9月にレイトンハウスのオーナーである赤城明が不正融資事件に関与した疑いで逮捕されたことから、イリエンはエンジンの権利を1000万スイスフランで買い戻した。
当時、ホンダやルノーが開発していたF1用のV型10気筒エンジンは170 kgほどの重量があったが、イリエンはこのエンジンを軽量さに重点を置いて設計し、他社のエンジン程の高出力はないものの、重量は126 kgと最軽量なV10エンジンとして完成させた。ラジエーターを小型にするため、熱の発生を小さくすることにも配慮した。こうした設計はイリエンが目指していたところであると同時に、ニューウェイの要望を取り入れたものでもあり、レイトンハウスでは空力設計の面でもアドバンテージをもたらした。

#### ザウバーへの供給
レイトンハウスからエンジンの権利を買い取った後、イリエンらはエンジンの名前を「イルモア・2175A」に改め、1992年にはティレル、1993年にはザウバーにエンジン供給を行った。このザウバーへの供給が、ダイムラー・ベンツ（メルセデス）との提携につながることになる。
F1参戦を計画していたザウバーがイルモアからエンジン供給を受けることを決定したのは1991年だが、この時、ザウバーは「メルセデス・ベンツF1」のフルワークス参戦計画の下で動いていた。当初、メルセデス・ベンツ社の意向により、ザウバーはグループCカー用にダイムラー・ベンツ本社で開発されたV型12気筒エンジン（M291）をF1でも使用することを予定していた。しかし、ザウバーで車体設計の責任者を務めていたハーベイ・ポスルスウェイトがその計画に難色を示し、ティレル出身のポスルスウェイトはイルモアのV10エンジンの仕様を良く知っていたことから、イルモアとの提携を勧めた。
ザウバーのオーナーであるペーター・ザウバーはイリエンと同じスイス人ということもあって、ポスルスウェイトの提案に賛成した。ザウバーは、メルセデス・ベンツ社社長のヴェルナー・ニーファーと同社エンジン部門の責任者ウォルフガング・ペーターをイルモアのファクトリーに連れて行き、ダイムラー・ベンツ製のM291ではなくイルモア製のエンジンを使うよう説得を行った。両名ともイルモアの設備やエンジンに大いに感銘を受け、メルセデスのF1参戦にあたってイルモア製エンジンを使用することが承認されるに至った。

#### ダイムラー・ベンツ

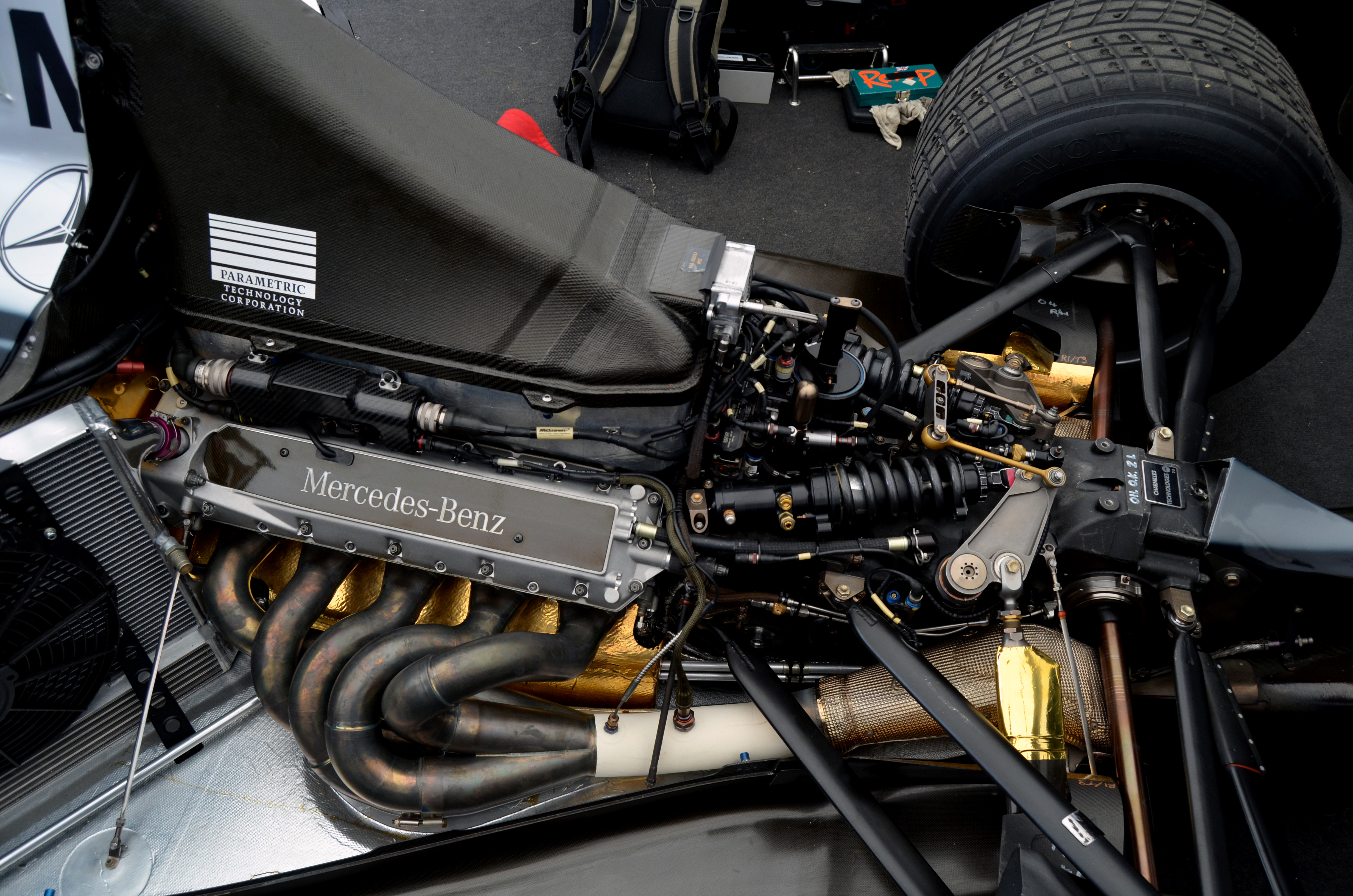
マクラーレン・MP4-13に搭載されたメルセデス・ベンツFO110Gエンジン。1998年のF1世界選手権でダブルタイトルをもたらした。

1993年にそれまでGMが保有していたイルモアの株式をダイムラー・ベンツが取得し、以降、イルモアは同社と協業するようになり、F1とインディカーの両方で1994年以降は「メルセデス・ベンツ」のバッジネームでエンジン供給を行うようになった。
イルモア製のメルセデスエンジンは大きな成功を収め、1994年にはインディ500をペンスキー・メルセデスが制し、1998年と1999年にはF1のマクラーレン・メルセデスが選手権タイトルを獲得した。マクラーレンには1997年途中からエイドリアン・ニューウェイが車両開発の責任者（テクニカルディレクター）として加入しており、イリエンはインディカーやレイトンハウス時代に続いてニューウェイと三度目の協働を始めた。
2001年5月にモーガンが事故によって急死したことを契機として、ダイムラークライスラー（1998年にダイムラー・ベンツから社名変更）はイルモアへの関与を強め、同年中にモーガンが生前保有していた株式を買い取ってイルモアの過半数株式（55%）を取得し、社名を「メルセデス・イルモア」に改めた。
この頃のイリエンはペンスキーとともに北米におけるインディカー・シリーズ事業を主に担当するようになり、2003年から本田技研工業（ホンダ）の北米レース事業を担うホンダ・パフォーマンス・ディベロップメント（HPD）によるエンジン開発の支援を始め、このホンダとの関係は2011年まで続いた。

### イルモア (2005年 - )
2005年6月、ダイムラークライスラーはメルセデス・イルモアの社名を「メルセデス・ベンツ・ハイパフォーマンス・エンジンズ」（HPE）に改称し、同年11月にイリエンが保有するHPE社の株式をダイムラークライスラーに譲渡したことで、同社はHPE社を完全子会社（株式を100%保有）とした。この際、北米における事業を中心に、F1以外の事業はHPE社から切り離され、それらはイリエンが継承した。イリエンは旧社名と同じ「イルモア・エンジニアリング」を新たに設立し、ダイムラーと袂を分かった。
モーガンの生前、イリエンはエンジン開発のみに集中することができていた。イリエンにとってモーガンの死は、友人を失ったということに加えて、それまでモーガンが担っていた会社経営についての負担もイリエンにかかることになり、公私ともに辛いものとなっていた。2000年代前半の時点でイルモアは約500人の従業員（大部分はF1関係の仕事に従事）を抱えており、彼らの生活を保証する点でも、ダイムラークライスラーによる完全買収の提案は渡りに船だったとイリエンは述べている。
その後、新たなイルモアはインディカーにおける事業のほか、MotoGP参戦に向けた車両開発などの事業を手掛けた。F1では、ルノーから供給を受けていたパワーユニットに不満を持っていたレッドブル・レーシングからの要請により、2015年にパワーユニットの開発支援という形で関与を行っており、イリエン自らこれに携わった。
2024年現在は、インディカーでシボレーに供給するエンジンを開発しているほか、シボレー、ホンダ・レーシング USA（HRC USA）とともにインディカーの共通ハイブリッドシステム（2024年シーズン途中から導入）の開発を手掛けている。その他、ラリーやNASCAR向けの開発も行っている。

## 人物
エンジンを設計する時、1日18時間、電話を断ち、自分自身を部屋に隔離して数週間過ごすという方法を用いている。
娘とともに、北京・パリ・モーターチャレンジに2回参戦したことがあり、初参加した時は参加96台中の14位で完走した。

### 過去の開発について
- 最も満足しているレースを問われて、極秘開発したメルセデス・ベンツ・500Iエンジン（英語版）で他チームを圧倒した1994年のインディ500（英語版）を挙げている[W 4]。
- 仕事をしてきた中で最高のドライバーを問われて、F1ではミカ・ハッキネンとキミ・ライコネン、インディカーではリック・メアーズを挙げている[W 4]。共通して天性の速さを持っていたことに加えて、小さな違いに気づき、それをフィードバックする能力があった点が特に優れていたことを理由として挙げている[W 4]。
- F1では、1990年代後半はエンジンの素材を自由に選ぶことができ、使用できるエンジンの基数制限もなく、最良の時代だったのではないかと述べている[12][W 4]。また、パワーユニット（PU）時代の2010年代半ばにルノーの開発支援という形で関与したことについて、50%を超える非常に優れた熱効率のパワーユニットの開発は（あらゆるエンジンに応用できる可能性があり）とても気に入ったとも述べている[W 4]。